# Зюльт (аеропорт)
Аеропорт Зюльт (IATA: GWT, ICAO: EDXW) — аеропорт на німецькому острові Зюльт, розташованому в однойменному муніципалітеті. Використовується переважно для літніх сезонних регулярних перевезень до великих міст Німеччини, а також авіації загального призначення та планеризму. Іноді аеропорт називають Вестерланд/Зюльт на честь Вестерланда, відомої частини муніципалітету Зюльт, який, однак, не є найближчим населеним пунктом до аеропорту.

## Історія
Острів Зюльт був відомим місцем відпочинку та відпустки на початку 20 століття. Перший невеликий аеропорт Зюльта був заснований після Першої світової війни, а в 1919 році почалися перші регулярні рейси до Веймара, Гамбурга та Берліна. Оскільки Німеччина втратила материковий порт, який обслуговував Зюльт через Версальський договір, аеропорт став важливим способом для мандрівників уникнути транзиту через Данію до будівництва «Гінденбурзької дамби», що з'єднує Зюльт із материком залізницею.
Під час Другої світової війни аеропорт був значно реконструйований і розширений, щоб служити військовою базою. Після війни він став базою Повітряних сил Великої Британії і використовувався для озброєння та інших тренувань до закриття наприкінці 1961 року У 1960-х роках відновлений рух повернувся і сильно розвинувся з 1970-х років.
У 1990 році аеропорт Зюльт отримав нове технічне обладнання, а також нові пасажирські зручності. Сьогодні він здатний обслуговувати літаки середнього розміру, такі як Boeing 737.
У червні 2015 року Lufthansa CityLine оголосила про розширення своїх послуг до Зюльта: замість сезонних рейсів із Франкфурта та Мюнхена тепер здійснюються цілий рік. EasyJet оголосив у квітні 2019 року про запуск щотижневих рейсів протягом літнього сезону до своєї бази в Берліні.

## Авіалінії та напрямки
Наступні авіакомпанії виконують регулярні регулярні та чартерні рейси в аеропорт Зюльт:
| Авіакомпанія                  | Пункт призначення                          |
| ----------------------------- | ------------------------------------------ |
| Eurowings                     | Дюссельдорф Сезонний: Штутгарт             |
| Lufthansa                     | Сезонний: Мюнхен, Франкфурт                |
| Luxair                        | Сезонний: Люксембург                       |
| Rhein-Neckar Air              | Сезонний: Мангайм Сезонний чартер: Кассель |
| Swiss International Air Lines | Сезонний: Цюрих                            |
| Sylt Air                      | Сезонний: Гамбург                          |